# Licania hitchcockii
Licania hitchcockii là một loài thực vật có hoa trong họ Cám. Loài này được Maguire mô tả khoa học đầu tiên năm 1957.